# Алекперов, Камал Джамал оглы
Кама́л Джама́л оглы Алекпе́ров (азерб. Kamal Camal oğlu Ələkbərov; 20 марта 1928, Карягино — 21 мая 2009, Баку) — азербайджанский и советский скульптор, заслуженный художник Азербайджанской ССР (1982), народный художник Азербайджана (2002).

## Жизнь и творчество
Камал Алекперов родился 20 марта 1928 года в городе Карягино Азербайджанской ССР. Предки Алекперова подверглись репрессиям и семья жила в нужде. По ночам Камал зарабатывал на хлеб разгрузкой пульмановских вагонов, чтобы потом учиться у самых знаменитых мастеров в самом престижном вузе. В 1948 году Алекперов окончил Азербайджанское художественное училище. Здесь Алекперову преподавал народный художник СССР Пинхос Сабсай. С 1948 по 1954 год учился в Московском государственном художественном институте имени Василия Сурикова у Матвея Манизера и Николая Томского. Дипломной работой Алекперова был барельеф «За мир».
С 1953 года Камал Алекперов был участником выставок. Среди выполненных им скульптурных портретов есть «Нефтяник» (гипс, 1954), портрет зодчего XII века Аджеми Нахчивани (гипс, 1955, Национальный музей искусств Азербайджана; мрамор, 1958-59), «Девочка» (мрамор, 1956, там же), «Партизан М. Сеидов» (бронза, 1960), «Девушка» (дерево, 1961), а также композиция «Покорители вершин» (гипс), «Рыбацкая песня» (гипс, 1962) и др. Также Алекперов выполнил памятники Героям Социалистического Труда Басти Багировой в городе Физули и Шамаме Гасановой, педагогу начала XX века Алексею Черняевскому в городе Маразы, скульптурные портреты Джафара Джаббарлы и народного писателя Ильяса Эфендиева, народных артистов Мирзааги Алиева, Исмаила Дагестанлы, Арифа Меликова, народного художника Лятифа Керимова.
| |  |
| Скульптуры Аджеми Нахчивани (слева — памятник в городе Нахичевань, справа — бюст в Музее истории Азербайджана). Скульптор К. Алекперов |  |

Камал Алекперов является также автором монументальных скульптур. Так, в 1976 году в городе Нахичевань в связи с 850-летним юбилеем Аджеми Нахчивани был поставлен памятник архитектора работы Алекперова. Сам автор в этом же году в газете «Литература и искусство» говорил о герое своего произведения:
Говорят, что иногда между личностью мастера и его произведениями не бывает разницы. Я категорично не согласен с этим мнением. Не могу поверить, что создавший прекрасное и яркое произведение мастер был бы обладателем мелкого сердца и неполного характера. Тем более такой гениальный зодчий как Аджеми Нахчивани!Оригинальный текст (азерб.)Deyirlər ki, bəzən sənətkarların şəxsiyyəti ilə əsərləri arasında fərq olur. Mən bu fikirlə qətiyyən razı deyiləm. İnana bilmirəm ki, gözəl, parlaq əsər yaradan sənətkar cılız ürəyin, natamam xarakterin sahibi olsun. Özü də Əcəmi Naxçıvani kimi dahi bir memar!

Памятник Джафару Джаббарлы перед зданием киностудии «Азербайджанфильм» в Баку. Скульптор К. Алекперов

Камалу Алекперову принадлежит и установленный перед зданием киностудии «Азербайджанфильм» памятник азербайджанскому поэту и драматургу Джафару Джаббарлы. Помимо образа самого драматурга на постамента памятника скульптором созданы барельефные образы героев его произведений.
Установленный когда-то на территории парка в Ясамальском районе памятник-бюст революционеру и председатель СНК Азербайджанской ССР Газанфару Мусабекову также был произведением Камала Алекперова. В 2008 году памятник был демонтирован, а на его месте, после капитальной реконструкции парка, установлен национальный флаг.
В родном городе скульптора, в Физули, был установлен 18-метровый монумент в память о погибших в ходе боев Великой Отечественной войны 1941—1945 годов. Во время Первой карабахской войны, часть территории Физулинского района и сам город перешли под контроль армянских сил. Утрату памятника же Алекперов воспринял как одно из самых драматических событий в своей творческой жизни. Скульптор потом повторил данный памятник в гипсовой копии высотой 2,5 метра, который показывался также на выставках в Москве и заслужил ряд наград. В настоящее время эта скульптура хранится в одном из музеев Азербайджана
Указом президента Азербайджана Гейдара Алиева от 30 мая 2002 года Камалу Алекперову было присвоено звание Народного художника Азербайджана. В соответствии с распоряжением президента Азербайджана Ильхама Алиева от 23 декабря 2004 года Камал Алекперов стал персональным президентским пенсионером.
В 2004 году Алекперову была присвоена Персональная пенсия Президента Азербайджанской Республики.
Камал Алекперов вёл также преподавательскую деятельность. Среди его учеников — скульпторы Фахраддин Алиев, Сахиб Кулиев, Азад Зейналов, Нариман Мамедов, Тельман Керимов, Зейнал Аскеров и др.. Скончался скульптор в 2009 году.

## Семья
Камал Алекперов был женат на известной в Азербайджане педиатре Гюли ханум Алекперовой-Агаевой. Их сыновья Джамал и Фарид также, как и их отец, стали художниками. Джамал, чьи успехи связаны в основном с компьютерной графикой, работает во многих формах и жанрах. Фарид же владеет техникой создания полотен неоновой росписью[неизвестный термин].